# San Pablo (Isabela)
Pour les articles homonymes, voir San Pablo.
San Pablo est une municipalité de la province d’Isabela, aux Philippines.